# Борман, Альберт
Альберт Борман (нем. Albert Bormann; 2 сентября 1902, Хальберштадт, Пруссия, Германская империя — 8 апреля 1989, Мюнхен) — один из высокопоставленных работников рейхсканцелярии и канцелярии руководителя партии нацистской Германии, член НСДАП, группенфюрер НСКК, адъютант Гитлера, брат Мартина Бормана.

## Биография
А. Борман был сыном Теодора Бормана (1862—1903), мелкого почтового служащего, и его второй жены, Антонии Бернгардины Меннонг. Первая жена Теодора Бормана Луиза Гроблер умерла в 1898 году. От неё у него остался сын Вальтер Борман. Антония Борман родила трёх сыновей: один из них умер в младенчестве, в живых остались Мартин (родился в 1900 году) и Альберт (родился в 1902 году).
А. Борман получил профессию и работал банковским служащим с 1922 по 1931 год. В 1927 году вступил в НСДАП и стал членом штурмовых отрядов.
В 1929—1931 годах он был руководителем молодёжной организации гитлерюгенд в Тюрингии.
В апреле 1931 года Мартин Борман доверил брату возглавить фонд помощи партии в Мюнхене.
В октябре 1931 года был переведён из офиса НСДАП в рейхсканцелярию. Осуществлял связь фюрера с НСДАП.
С 1934 года стал заместителем рейхсляйтера Филиппа Боулера, начальника Канцелярии руководителя НСДАП, с 1938 года возглавлял адъютантуру Адольфа Гитлера, отдела личного состава и делопроизводства в рейхсканцелярии, где занимался личной перепиской и почтой фюрера. Кроме того, в ведении Альберта Бормана находилась так называемая «сокровищница», комната, расположенная в подземельях новой канцелярии, куда складывались полученные фюрером подарки.
Поначалу Борман был штурмбаннфюрером СА, затем последовал его быстрый карьерный рост. Назначен одним из руководителей Национал-социалистического механизированного корпуса в звании группенфюрера.
Гитлер любил А. Бормана и считал его надёжным работником. В 1938 году Борман был переведён в небольшую группу адъютантов, которые не подчинялись Мартину Борману.
Альберт Борман сильно отличался от своего старшего брата, Мартина. Высокий, культурный, старался не оказываться в центре внимания. Отношения между братьями настолько испортились, что Мартин перестал называть Альберта по имени, и звал его «человек, который держит пальто фюрера». Вина за разрыв отношений между двумя братьями лежала на Мартине Бормане. Он так и не принял второго брака своего младшего брата и прекратил с ним всякие отношения, не изменив своей позиции до последних дней рейха.
В 1938 стал депутатом рейхстага, представляющим избирательный округ Западного Берлина.
20 апреля 1945 года, во время битвы за Берлин по приказу Гитлера А. Борман, военно-морской адъютант фюрера, адмирал Карл-Ешко фон Путткамер, личный врач фюрера Теодор Морелль, личный стоматолог Хуго Блашке, главный секретарь Иоганна Вольф, второй секретарь Криста Шрёдер и несколько других покинули Берлин и самолётом вылетели в Оберзальцберг. Группа покинула Берлин авиарейсами в течение нескольких дней.
После капитуляции А. Борман проживал в Баварии под вымышленным именем, был сельскохозяйственным рабочим на ферме.
21 апреля 1949 года сам сдался, арестован и приговорён Мюнхенским судом к каторжным работам. Освободился в октябре 1949 года.
С журналистами не общался, мемуаров не оставил и умер в 1989 году в Мюнхене.

## Награды
- Золотой партийный знак НСДАП
- Медаль «За выслугу лет в НСДАП» (бронзовая и серебряная)